# Савана (река)
Савана (енгл. Savannah River) је река која протиче кроз САД. Дуга је 484 км. Протиче кроз америчке савезне државе Северна Каролина, Јужна Каролина и Џорџија. Улива се у Атлантски океан.
Река Савана је главна река на југоистоку Сједињених Држава, која чини већи део границе између Јужне Каролине и Џорџије. Две притоке Саване, река Тугалу и река Чатуга, чине најсевернији део државне границе. Слив реке Савана протеже се до југоисточне стране Апалачких планина непосредно унутар Северне Каролине. Савана је настала ушћем реке Тугалу у реку Сенека. Данас је ово ушће део језера Хартвел. Клисура Талула се налази на реци Талула, притоци реке Тугалу која чини северозападни крак реке Савана.
Два велика града у Џорџији налазе се дуж реке Савана: Савана и Огаста. Основани 1733. и 1736. године, били су језгра раних енглеских насеља током колонијалног периода америчке историје.
Између 1946. и 1985. године, Инжењерски корпус америчке војске изградио је три велике бране на Савани за хидроелектричну енергију, контролу поплава и навигацију. Ове бране и њихове акумулације формирају преко 120 миља (190 км) језера.
Река Савана током свог тока протиче кроз различите климе и екосистеме. Сматра се алувијалном реком, која дренира слив од 25.500 км2 и носи велике количине седимента у океан. На вишем току у планинама Блу Риџ, клима је прилично умерена. Речне притоке зими добијају малу количину отопљеног снега.